# 埃文·麥克馬林
大衛·埃文·麥克馬林（1976年4月2日—），是一名美國無黨籍政治人物，曾擔任美國眾議院共和黨會議首席策略總監與前中央情報局參謀。
麥克馬林在2016年8月8日宣布以獨立身分參選2016年美國總統選舉，據報導組織為了美國更好支持他的參選。他的選戰主打自己是2016年大選中唯一的保守派總統候選人，讓同時不滿民主党的希拉莉·克林頓及共和黨的唐納·川普的選民有第三個候選人選擇；而他的參選被視為反特朗普運動的其中一部分。

## 早年生活
麥克馬林在猶他州普若佛出生，是電腦科學家大衛·麥克馬林（David McMullin）和妻子蘭尼·布拉德（Lanie Bullard）之子，其後在西雅圖郊外成長。
他是华盛顿州奥本奧本高中1994年度的畢業生，高中畢業後到巴西南部當傳教士。接著他入讀楊百翰大學，並於2001年獲得國際法和外交學士；又在2011年獲得宾夕法尼亚大学沃顿商学院頒授工商管理碩士。

## 外部連結
- 埃文·麥克馬林總統競選網站
- 埃文·麥克馬林在Linkedin